# Jan Metzler
Pour les articles homonymes, voir Metzler.
Jan Metzler, né le 5 juillet 1981 à Worms en Allemagne de l'Ouest, est un homme politique allemand représentant le CDU au Bundestag. Metzler fut élu pour la première fois en 2013, dans la circonscription de Worms, qui avait été tenu par le SPD depuis 1949.